# Benjamin West
Benjamin West (død 10. oktober 1738 i Springfield i Pennsylvania, død 11. marts 1820 i London) var en amerikansk-engelsk maler.
1760 rejste han fra Amerika, hvor han havde virket som portrætmaler, til Europa, studerede i Italien, hvor han feteredes stærkt som et "kunstens naturbarn", og kom 1763 til London. Her virkede han banebrydende ved sine mytologiske, historie- og krigsbilleder.
Fra denne periode stammer også maleriet General Johnson redder en såret fransk officer fra tomahawk af en nordamerikansk indianer (i Derby Museum and Art Gallery, Derby), som skildrer en hændelse under den franske og indianske krig i 1750'erne.
Hans Orestes og Pylades (1766), hvor han viser sig som en "David før Davids tid", bragte ham kongegunst; med General Wolfes død (1768, ligesom Slaget ved La Hougue i Grosvenor House) indledede han en række historie- og krigsstykker (»Nelson’s Død«, »Boyne-Slaget« etc.), der i Modsætning til herskende Skik indførte den historiske Dragt.
West blev kongens hofmaler, 1768 medlem af Royal Academy og var 1792-1815 akademipræsident. Efterhånden stivnede hans kunst, der oprindelig havde øst frisk af antikke kilder og italiensk Maleri; den blev akademisk, klassicistisk tør og kold i tonen. Kirkebilleder udførte han til Hofkapellet i Windsor o. a. St. (»Stefanus«, »Nadver«, »Kristus helbreder de lamme« m.fl.), »Paulus« (Greenwichs Hospitalskirke) etc.; seks store historiemalerier (Edvard III’s Historie) til Windsor-slottet (nu sammen med mange andre samlede i en W.-Sal i Hampton Court), endvidere »Agrippina« (Burleigh-House), »Alexander den Store og Lægen«, »Paven underhandler med Indianerne« o. m. a. værker, som en nyere tid snart fandt kedelige og glemte. West litograferede også. Værker af ham ses endvidere i samlinger i Boston, Glasgow og British Institution i London, Philadelphia, Liverpool m. m.